# Que el cielo espere sentao
Que el cielo espere sentao es el segundo disco del cantante de pop asturiano, Melendi, producido por Kike Eizaguirre, grabado y mezclado en los estudios Oasis por Iván Domínguez. Vendió más de 160 000 copias, y al poco se reeditó incluyendo tres temas extras.

## Lista de canciones del álbum
| N.º | Título                                             | Duración |  |
| 1.  | «Caminando por la vida»                            | 3:32     |  |
| 2.  | «Billy el Pistolero»                               | 3:53     |  |
| 3.  | «Como dijo el rey»                                 | 3:54     |  |
| 4.  | «Con tanto héroe»                                  | 2:44     |  |
| 5.  | «Novia a la fuga»                                  | 3:06     |  |
| 6.  | «Con sólo una sonrisa»                             | 3:50     |  |
| 7.  | «Hasta que la muerte los separe»                   | 4:36     |  |
| 8.  | «Como se bailan los tangos»                        | 3:09     |  |
| 9.  | «Cuestión de prioridades»                          | 3:55     |  |
| 10. | «Con tu amor es suficiente»                        | 3:10     |  |
| 11. | «Cannabis»                                         | 3:11     |  |
| 12. | «Que el cielo espere sentao»                       | 3:23     |  |
| 13. | «El Nano» (Tema extra de Reedición)                | 2:50     |  |
| 14. | «La dama y el vagabundo» (Tema extra de Reedición) | 2:53     |  |
| 15. | «Carlota» (Tema extra de Reedición)                | 4:23     |  |